# Уллеви
«У́ллеви» (швед. Ullevi) — стадион в Гётеборге, Швеция. Является самым большим мультиспортивным стадионом в Скандинавии. Открыт 29 мая 1958 года, как одна из арен Кубка мира по футболу 1958 года. В настоящее время[когда?]

 используется для соревнований по футболу, лёгкой атлетике, конькобежному спорту, гран-при по спидвею. Вместимость составляет 43 000 зрителей, при проведении концертов увеличивается до 75 000.
К чемпионату Европы по конькобежному спорту 1959 года стадион был оборудован первой в мире холодильной установкой для создания дорожки с искусственным льдом.
В 1992 году на стадионе проходило несколько матчей Чемпионата Европы по футболу, включая финальный матч турнира между сборными Дании и Германии, в 1983 и 1990 годах стадион принимал финальные поединки Кубка Кубков, в 2004-м — финальный матч Кубка УЕФА. В 1995 году на стадионе проходил Чемпионат мира по лёгкой атлетике.

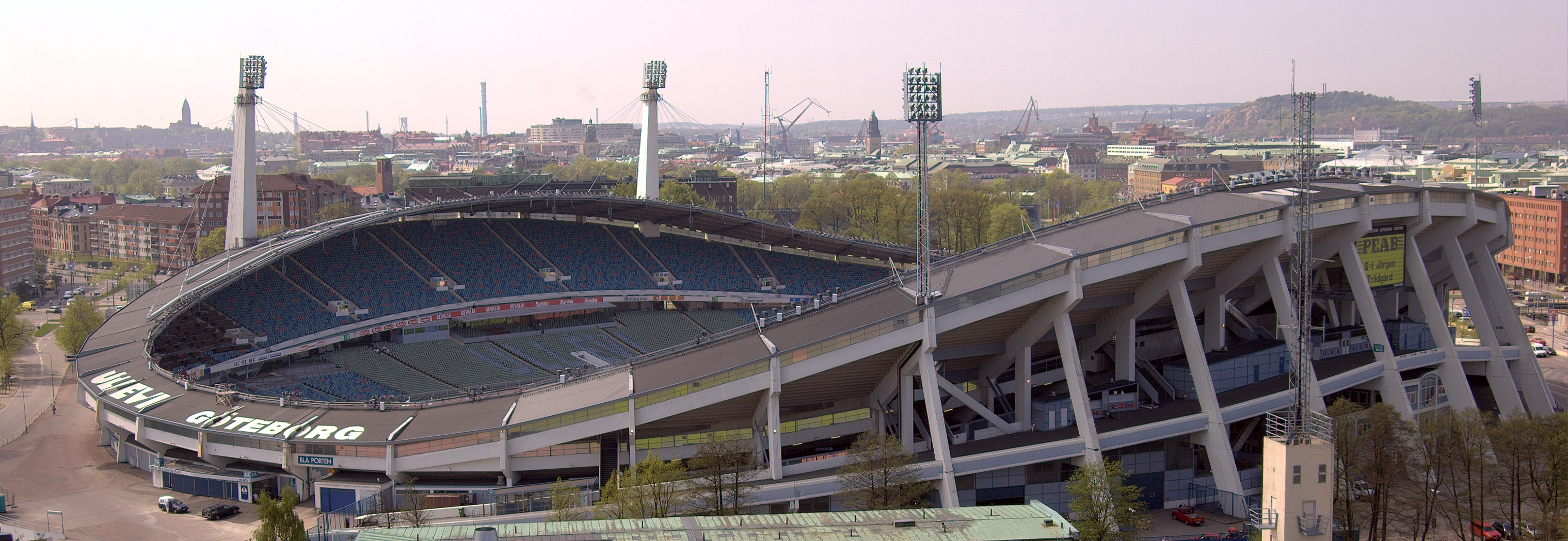
Уллеви

Стадион УЕФА категории 3

## Соревнования

### Конькобежный спорт
- Чемпионат Европы по конькобежному спорту 1959
- Чемпионат мира по конькобежному спорту в классическом многоборье 1961
- Чемпионат Европы по конькобежному спорту 1963
- Чемпионат Европы по конькобежному спорту 1965
- Чемпионат мира по конькобежному спорту в классическом многоборье 1966
- Чемпионат мира по конькобежному спорту в классическом многоборье 1968
- Чемпионат мира по конькобежному спорту в классическом многоборье 1971
- Чемпионат мира по конькобежному спорту в спринтерском многоборье 1975
- Чемпионат мира по конькобежному спорту в классическом многоборье 1978
- Чемпионат мира по конькобежному спорту в классическом многоборье 1984

### Лёгкая атлетика
- Чемпионат мира по лёгкой атлетике 1995
- Чемпионат Европы по лёгкой атлетике 2006

### Футбол
- Чемпионат мира по футболу 1958
- Чемпионат Европы по футболу 1992